# 加藤定吉 (衆議院議員)

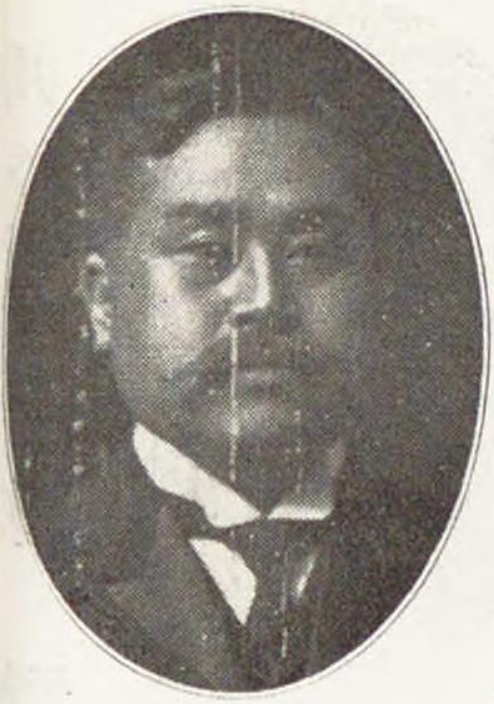
加藤定吉

加藤 定吉（かとう さだきち、1871年2月1日（明治3年12月12日） - 1934年（昭和9年）4月14日）は、明治から大正時代の政治家、実業家。衆議院議員（3期）。

## 経歴
のちの静岡県城東郡土方村（小笠郡土方村、城東村、大東町を経て現掛川市）に生まれる。土方嶺小学校、韮山の伊豆学校を経て、1891年（明治24年）慶應義塾大学部を卒業する。ドイツ人の経営するイリス商会、横浜貿易商会、兜町金万商会と転じた。日清戦争後の1895年（明治28年）に台湾に渡り、さらに義和団の乱が勃発すると中国に渡り、天津や北京で請負雑貨商を営み巨万の富を築いた。
1915年（大正4年）3月の第12回衆議院議員総選挙では静岡県郡部から出馬し当選。つづく第13回、第14回総選挙でも当選し、衆議院議員を3期務めた。憲政静岡県支部長を務めた。